# ソッピース トライプレーン

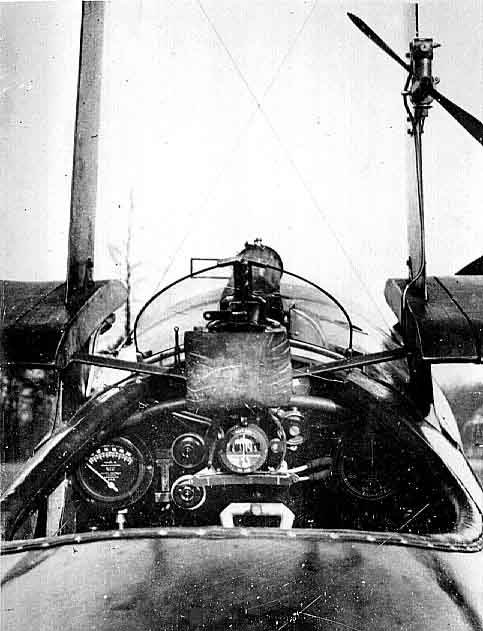
トライプレーンのコックピット

ソッピース トライプレーン
トライプレーン試作型
- 用途：戦闘機
- 分類：三葉機
- 設計者：ハーバート・スミス
- 製造者：ソッピース・アヴィエーション
- 運用者**イギリス海軍航空隊
  - フランス
  - ロシア
- 初飛行：1916年5月28日
- 生産数：147機[1]
- 生産開始：1916年
- 運用開始：1916年12月

ソッピース トライプレーン(英: Sopwith Triplane)は、第一次世界大戦中に、ソッピース・アヴィエーション社によって設計・製造されたイギリスの単座戦闘機。パイロットは本機を「トライプハウンド（Tripehound）」または単に「トライプ（Tripe）」とあだ名した。トライプレーンは1917年前半にイギリス海軍航空隊に配属されただちに成果を挙げたが、その年の後半にはソッピース キャメルが実戦配備となったため、比較的短期間で現役から退いた。トライプレーンは大戦の残りの時期、練習機として使われた。

## 設計と開発
トライプレーンはソッピース・アヴィエーション社の自主的な企画として着手された。胴体と尾翼は先行するパップの丸写しだったが、主任設計者のハーバート・スミスは、パイロットの視界を改善するために新しい飛行機に翼弦の小さい3枚の主翼を与えた。そしてそのすべてに補助翼が取り付けられていた。また水平尾翼の取付角を可変とすることにより、自動的に飛行中の釣り合いを取ることが出来た。1917年2月には水平尾翼を幅8フィートの小型のものとすることで昇降舵の反応が改善された。
トライプレーンは最初、110馬力のクレルジュ9Z ・星型9気筒ロータリーエンジンを動力としたが、大部分の生産型は130馬力のクレルジュ9Bロータリーを装備した。少なくとも1機のトライプレーンが110馬力のル・ローヌエンジンでテストされたが、目立った性能向上は見られなかった。
N500のシリアルを持つトライプレーンの試作型は、ソッピース社のテストパイロット、ハリー・ホーカーの操縦で1916年5月28日に初飛行した。ホーカーは離陸後3分の間に連続して3回宙返りを行い、見物人を仰天させた。トライプレーンは非常に機敏で、反応が良く、調和のとれた操縦性を持っていた。しかし、機動の際には変わった癖も見せた。評価者の一人は、ローリングの際に「一連の酔っ払ったような動きをする」ように見えたと書き残している。
1916年7月、N500は海軍航空隊の「A」飛行隊とともにダンケルクに送られ、非常に良い成績を収めた。試作2機目（シリアルN504）は130馬力クレルジュ9Bを装備していた。N504は1916年8月に初飛行し、12月にフランスに送られた。この機体はいくつかの飛行隊のための転換訓練機として使用された。

### 生産
1916年7月から1917年1月にかけて、海軍省はソッピース社に２契約95機、クレイトン&シャトルワース社に2契約46機、オークレー社に1契約25機の発注を行った。新型の飛行機を探していたイギリス陸軍航空隊と陸軍省もクレイトン&シャトルワース社と106機のトライプレーンの契約を結んだ。しかし1917年2月に、陸軍省はそのトライプレーンの発注を、海軍省のSPAD S.VIIの契約と交換することに同意した。
生産は1916年後半に開始された。ソッピースとクレイトン&シャトルワースは海軍航空隊向けの生産を完了したが、オークレー社はそれ以前に航空機生産の経験がなく、わずか3機の生産を行っただけで、契約は1917年10月に取り消された。陸軍航空隊がクレイトン&シャトルワース社と結んだ契約は、海軍航空隊に移されることなく単純にキャンセルされたが、その理由は不明である。結局トライプレーンの生産総数は147機であった。

## 運用歴

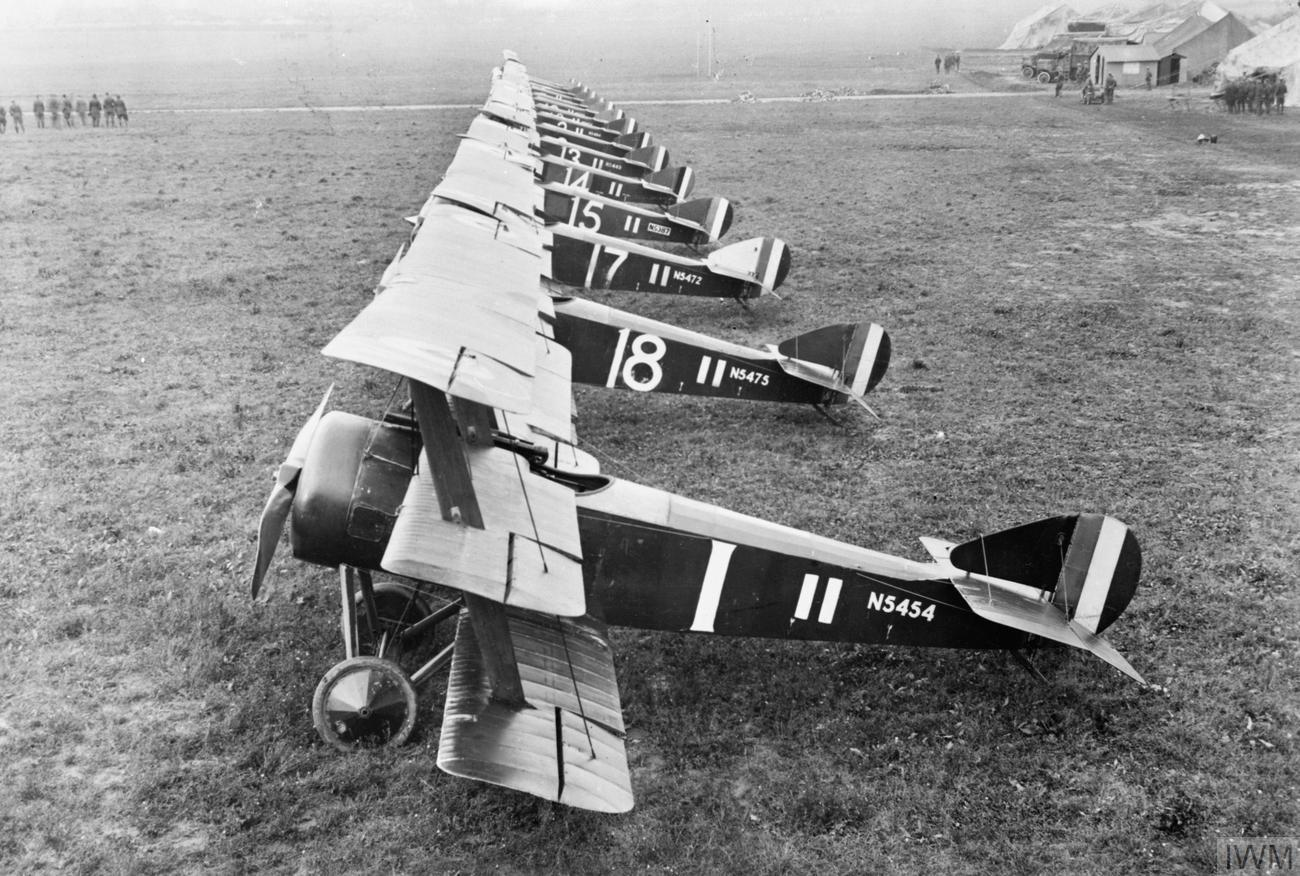
海軍第1飛行隊のトライプレーン（フランス、バイユール）

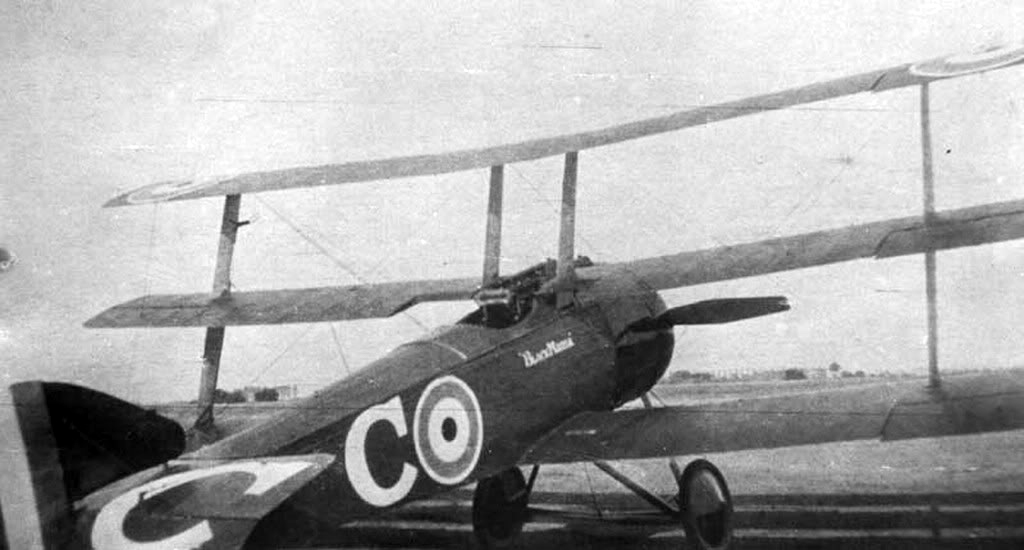
レイモンド・コリショーの乗るトライプレーン（シリアルN533）。コリショーは数機のトライプレーンを使用したが、いずれも「ブラック・マリア」と名づけた。

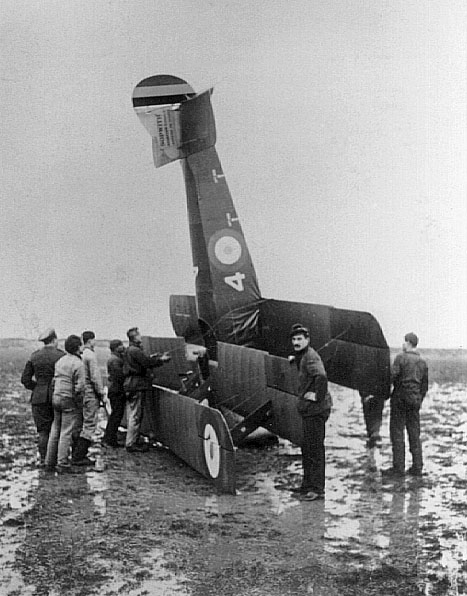
フランス海軍のトライプレーン

海軍第1飛行隊は1916年12月にはトライプレーンによる作戦行動が可能となっていたが、ベルギーのフールネ（Veurne）からフランスのシピリー（Chipilly）に移動した1917年2月までは目立った行動を起こさなかった。海軍第8飛行隊は、1917年2月にトライプレーンを受領した。海軍第9および第10飛行隊に配備されたのは1917年4月から5月にかけてのことだった。それ以外の主だったトライプレーンの使用者は、ダンケルクを基地とするフランス海軍飛行隊で、17機を運用した。
トライプレーンの戦闘への初参加は大きな成果を上げた。この新型戦闘機は、降下速度こそ劣っていたが、際立った上昇力と高空性能でアルバトロス D.IIIを圧倒した。トライプレーンの性能はドイツ側にも強い印象を与え、ドイツの航空機メーカーの間に一時的な三葉機の大流行を引き起こした。そして少なくとも34種類もの異なる試作が行われた。
トライプレーンの名は海軍第10飛行隊のB小隊、通称「ブラック小隊」によって高まった。エース・パイロット、レイモンド・コリショー率いるこの小隊はすべてカナダ人で構成されており、その所属機はブラック・マリア、ブラック・プリンス、ブラック・ジョージ、ブラック・デス、ブラック・シープといった名が付けられ、尾翼とカウリングが黒く塗られていることで識別できた。このブラック小隊はトライプレーンを使用した3ヶ月で87機のドイツ機を撃墜した。コリショー自身もその最終的なスコア60のうち34をこの飛行機で上げており、トライプレーンとして最高のエースになった。

### 現役からの引退
さまざまな事情により、トライプレーンの戦歴は比較的短いものとなった。運用において、トライプレーンの修理は難しいことが明らかになった。燃料とオイルのタンクには、翼と胴体の相当な部分を分解しなければ手を届かせることができなかった。比較的小規模な修理であっても後方の修理拠点に持ち込む必要があった。加えて1917年夏には予備部品の入手が困難であり、そのため海軍第1飛行隊の定数は18機から15機まで減らされることとなった。
トライプレーンはまた、急降下の際に翼が破損することがたびたびあり、構造的に弱いという評判が立った。しかしこの欠陥は、下請けのクレイトン&シャトルワース社が製作した46機について、張線に細いワイヤーを使用したことが原因だった。海軍第10飛行隊のパイロットの幾人かは、自分たちの飛行機を強化するためにケーブルまたは追加のワイヤーを使用した。1918年に、イギリス空軍はトライプレーンの寿命を延ばすために、胴体内の両側の支持構造の間に、幅いっぱいの対圧縮支柱を追加することを求める技術命令を発令した。シリアルN5912の1機は、練習機として使用された期間中、上翼の支柱間に張線を追加していた。
トライプレーンのもう一つの弱点は武装の貧弱さであった。同時期のドイツのアルバトロス戦闘機が2挺の機関銃を装備していたのに対し、トライプレーンのほとんどの武装は1挺のヴィッカース同調機関銃だった。トライプレーンに連装機銃を装備する試みはいくつか行われた。クレイトン&シャトルワース社は、連装機銃を備えた6機のトライプレーンを試作し、そのいくつかは1917年7月に第1および第10の海軍飛行隊に所属して実戦に参加したが、結果として性能の悪化を招いたため、標準武装は機関銃1挺のままとされた。オークレーによって製作されたトライプレーンは連装機銃装備をその特徴としていたが、その生産は技術的な変更を原因として著しく遅延することとなった。
1917年6月に海軍第4飛行隊は最初のソッピース キャメルを受領した。より頑丈でより重武装のこの戦闘機の優位が明らかになるのに時間はかからなかった。第8および第9海軍飛行隊はそれぞれ1917年の7月初めと8月初めにキャメルに機種変更した。海軍第10飛行隊が機種変更したのは8月下旬のことだった。余ったトライプレーンは海軍第1飛行隊に引き渡され、第1飛行隊は12月までトライプレーンを使用したが、その結果大きな犠牲を出すこととなった。1917年の終わりには、残ったトライプレーンは海軍第12飛行隊で高等練習機として使用された。

## 残存機と現代のレプリカ

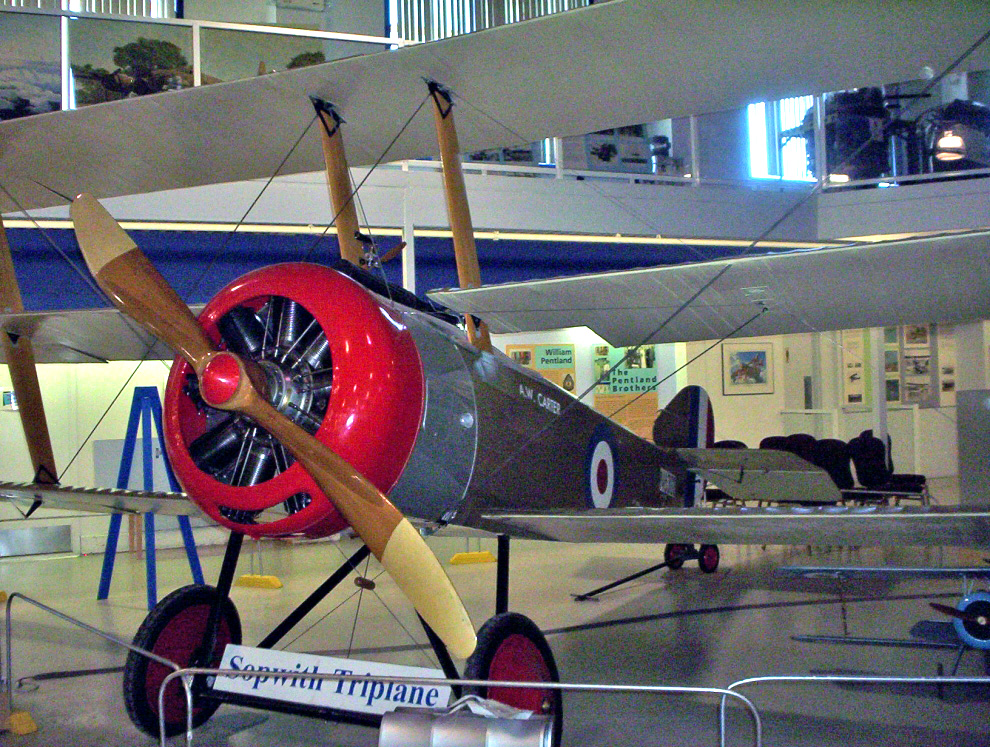
トライプレーンの複製（カルガリー航空宇宙博物館、2005年）

現存する本物のソッピース トリプレーンは2機のみである。シリアルN5912は、1917年にオークレー社によって製作された3機のうちの1機である。この機体は実戦に参加することなく、その代わりにMarskeの第2航空射撃・砲術学校で使用された。戦争終了後、帝国戦争博物館は1924年まで本機を一時的に展示していた。1936年にイギリス空軍が本機を取得し、復元して何回かのヘンドン空軍ページェントで飛行させた。N5912は現在ヘンドンのイギリス空軍博物館に保管されている。
シリアルN5486は、1917年5月に評価のためにロシア政府に供与された。ロシアではこの機体にスキーを装着して使用した。N5486はロシアのモニノ空軍博物館に保管されている。
トライプレーンは人気が高く、現在、博物館や熱心な個人によって複製が作られている。ノーザン・エアロプレーン・ワークショップスは、「シャトルワース・コレクション」の著名な複製を作成した。この複製には海軍第8飛行隊の「ディクシーII」（シリアルN6290）の塗装が施されている。この複製が極めて正統的なものであることを評価して、サー・トーマス・ソッピース（ソッピース社の創始者。1888年-1989年）はこれがトライプレーンの「現代における生産」というべきものであると宣言した。

## 運用者
イギリス
- イギリス海軍航空隊

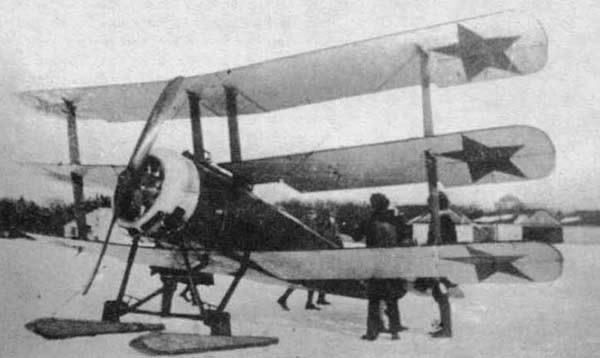
スキーを装着したロシアのトライプレーン

  - 第1、第8、第9、第10、第11、第12飛行隊
  - A飛行隊

 フランス
- フランス海軍（17機）

 ロシア
- ロシア帝国空軍（1機）

## 性能諸元（クレルジュ9Bエンジン装備型）
諸元
- 乗員: 1
- 全長: 5.73 m （18 ft 10 in）
- 全高: 3.2 m （10 ft 6 in）

- 空虚重量: 450 kg
- 運用時重量: 642 kg

性能
- 最大速度: 187 km/h（高度1,830 m）
- 航続距離: 450 km（2時間45分）
- 実用上昇限度: 6,250 m
- 上昇率: 6,500フィート（1,980 m）まで6.33 分
- 翼面荷重: 29.92 kg/m2

武装
- 固定武装: ヴィッカース機関銃 ×1

## 参考資料